# بربيت خشن المنقار
بربيت خشن المنقار (الاسم العلمي: Gymnobucco peli) (بالإنجليزية: Bristle-nosed Barbet)‏ هو نوع من الطيور يتبع جنس البربيت العاري من الفصيلة البربيتية.